# Коловертное
Коловертно́е (каз. Коловертное) — село в Акжаикском районе Западно-Казахстанской области Казахстана. Входит в состав Бударинского сельского округа. Код КАТО — 273247300.
Село расположено на правом берегу реки Урал.

## Население
В 1999 году население села составляло 405 человек (190 мужчин и 215 женщин). По данным переписи 2009 года, в селе проживало 256 человек (127 мужчин и 129 женщин).